# Nikon D7100
Die D7100 ist eine digitale Spiegelreflexkamera des japanischen Herstellers Nikon, die im März 2013 in den Markt eingeführt und im  März 2015 von der D7200 abgelöst wurde.

## Technische Merkmale
Der Bildsensor im DX-Format erlaubt Aufnahmen mit maximal 6000 × 4000 Pixeln.
Das Autofokussystem (Herstellerbezeichnung Multi-CAM 3500 FX) verfügt über 51 Fokusmessfelder, davon sind 15 Kreuzsensoren. Gespeichert werden die Bilder im herstellereigenen Rohdatenformat NEF mit 12 oder 14 Bit Farbtiefe oder auch im JPEG-Format. Hierfür stehen zwei SDXC-Kartensteckplätze zur Verfügung. Die Verwendung von zwei Speicherkarten lässt sich unterschiedlich konfigurieren (Backup, JPEG und NEF getrennt, sowie redundante Datenspeicherung).
An der Kamera lassen sich Objektive ohne CPU-Steuerung im manuellen Modus und mit Zeitautomatik benutzen.
Das hintere Display hat im Unterschied zum Vorgängermodell Nikon D7000 eine Diagonale von 3,2 Zoll (81,3 mm) und eine Auflösung von 640 × 480 Pixel mit jeweils 4 Subpixeln (RGBW) und besitzt damit 1.228.800 Punkte. Es ergibt sich somit eine rechnerische Punktdichte von 250 ppi.
In der Kamera kommt als Bildprozessor das Modell Expeed 3 zum Einsatz.

### 1,3×-Crop-Modus
Die Kamera verfügt über einen 1,3×-Crop-Modus (Brennweitenverlängerung, bezogen auf das DX-Format – insgesamt also 1,95× bezogen auf das Kleinbildformat), der die genutzte Sensorfläche auf ca. 18 mm × 12 mm beschränkt. Nur in diesem Modus sind Videoaufnahmen im Live-View-Modus mit Bildwiederholraten von 50i und 60i (bei Full-HD) möglich. Die Bildwiederholrate beim Fotografieren steigt dann auf sieben Bilder pro Sekunde. Ein weiterer Vorteil dieses Modus ist die bessere Abdeckung des Bildbereiches mit Autofokusmessfeldern. Einen Vergrößerungsvorteil gegenüber einer normalen DX-Aufnahme bietet er allerdings nicht, ein nachträglicher digitaler Zuschnitt käme zum selben qualitativen Ergebnis.

## Zubehör
An der Seite besitzt die Kamera eine kombinierte Zubehörbuchse. Neben einem Fernauslöser lassen sich auch weitere Zubehörteile anschließen.
Zum einen lässt sich die Kamera mit dem Adapter WU-1a um eine WLAN-Schnittstelle ergänzen. Über iOS- und Android-Smartphones ist so eine Steuerung der Kamera möglich.
Zum anderen können GPS-Empfänger für das kamerainterne Geotagging der Fotos angeschlossen werden. Längen- und Breitengrade sowie die Höhe werden damit direkt in die Bilddateien geschrieben. Der Hersteller bietet dafür den Geotagger GP-1 an. Obwohl der herstellereigene GPS-Empfänger keinen Kompass eingebaut hat, unterstützt die Schnittstelle Richtungsinformationen (engl. Heading), die auch von Produkten von Dritthersteller genutzt werden kann.
Mit dem optionalen Batteriegriff MB-D15 stehen auch im Hochformat ein eigener Auslöser und eine Vier-Wege-Wippe zur Verfügung. Zusätzlich lässt sich der Batteriegriff mit einem zweiten Akku (EN-EL15) oder sechs Standard-AA-Batterien bestücken.

## Galerie

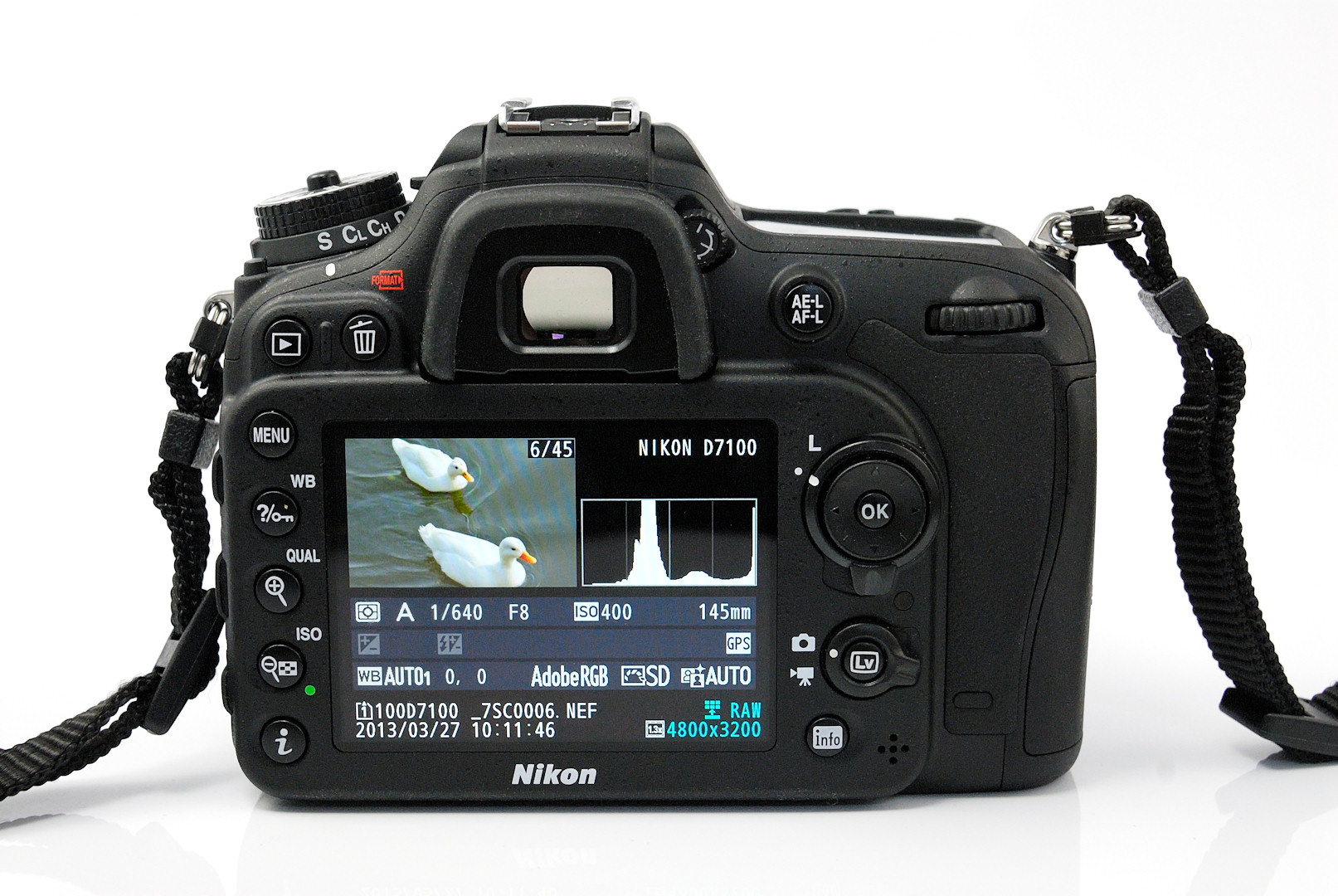
Rückansicht
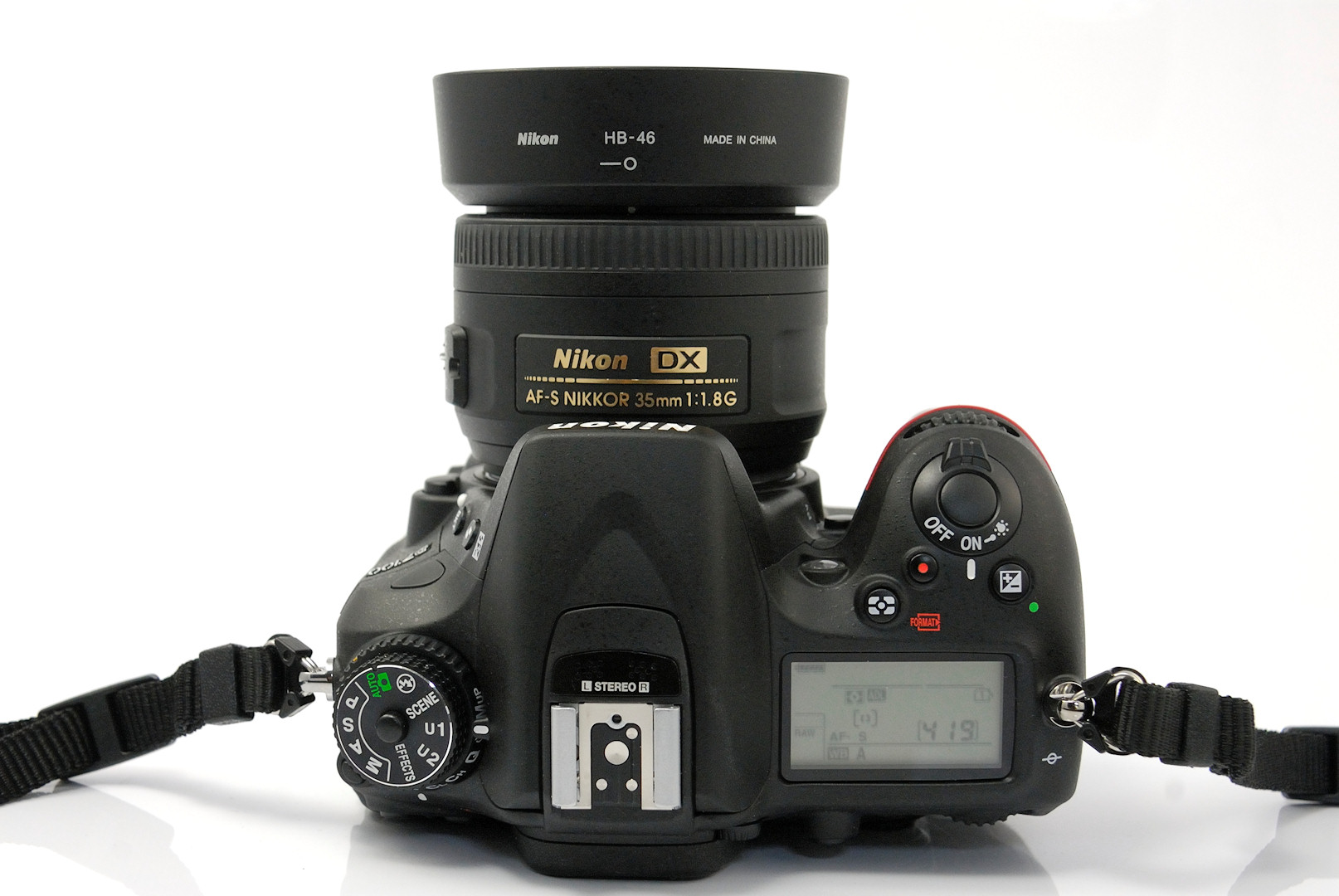
Draufsicht